# 呼吸肌
呼吸肌是指那些有助于吸气和呼气的肌肉，它们协助胸腔進行扩张和收缩。

## 横膈膜
對於呼吸來說，横膈膜是至關重要的一處肌肉。它将腹腔与胸腔分开。横膈膜还参与非呼吸功能，例如它通过增加腹内压将呕吐物、粪便和尿液排出体外，并对食道施加压力来防止胃酸反流。